# Kula Lotrščak
Kula Lotrščak jedan je od simbola Zagreba. Nalazi se na Gradecu, uz nekadašnja mala gradska vrata Dverce na Strossmayerovom šetalištu. Uz Kamenita vrata i Popov toranj smatra se do danas najbolje sačuvanim objektom gradskog obrambenog sustava. Lotrščak se isprva zvao kula od Dverca, ali od 1646. kada je u njemu smješteno zvono (lat. campana latrunculorum - zvono pljačkašâ, razbojnikâ, ili iskrivljeno starozagrebački »lotrijašâ«) počeo se zvati Lotrščakom.
Kula po svom četvorinastom tlocrtu, po strukturi zidova i po proporcijama romanički je fortifikacijski objekt koji se nakon svoje obrambene funkcije prilagođavao potrebama raznih vremena. Svoj današnji izgled dobila je u 19. stoljeću nakon pregradnji koje je izveo arhitekt Kuno Waidmann. Kula je visoka 19 metara, krovište pet, kupola šest, ukupno 30 metara.
U Kuli je smješten Grički top, koji svakog dana pucnjem označava podne. Na vrhu se nalazi kupola s vidikovcem. 

## Zaštita
Kula Lotrščak je zaštićeno kulturno dobro Republike Hrvatske.

## Vanjske poveznice
|  | Zajednički poslužitelj ima još gradiva o temi Kula Lotrščak |

- Branimir Špoljarić, Dverce i Lotrščak - sjećanja na stara »poljska vrata«, Vjesnik, 25.02.1999.[neaktivna poveznica]